# Gate-Array

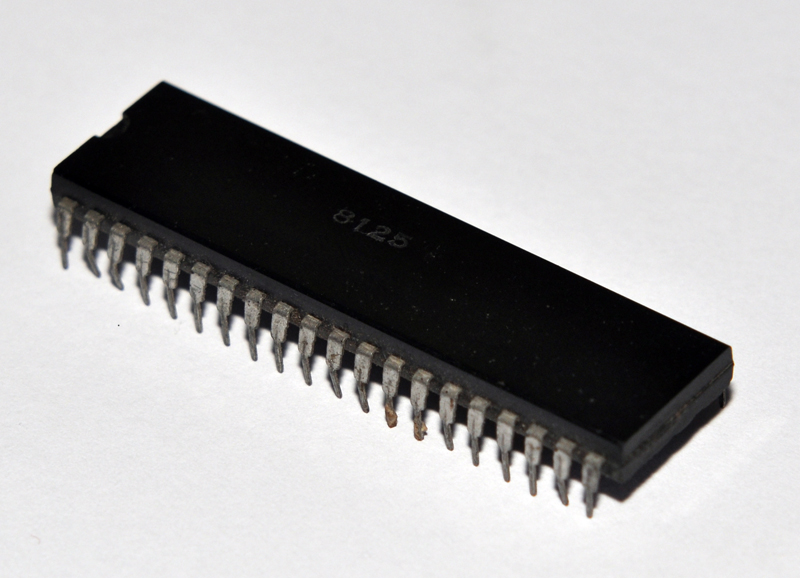
Gate-Array ULA aus einem Sinclair ZX81

Gate-Arrays (engl., dt. etwa „(Logik-)Gatterfeld“) sind anwendungsspezifische integrierte Schaltungen (ASIC) bestehend aus vorkonfektionierten Logikschaltungen, die bei der Endfertigung kundenspezifisch verknüpft werden.
Diese werden alternativ auch als Master Slice Array, Logic Array, Universal Logic Array oder Uncommitted Logic Array (ULA) bezeichnet, siehe Artikel.
Die Grundstruktur ist eine zeilenförmige Anordnung aus NOR- oder NAND-Logikgattern (Master-Slice-Anordnung genannt). Die Herstellung dieser Matrix erfolgt zunächst kundenunabhängig, wobei ist die Lage der Logikgatter, I/O-Leitungen usw. standardisiert. Die kundenspezifischen Anpassungen beschränken sich damit auf die interne Verdrahtung der Logikschaltungen, die ebenfalls beim Hersteller auf Grundlage des von Kunden gelieferten Entwurfs erfolgt.
Aber nicht alle Gate-Arrays sind logische Schaltungen, denn Gate Arrays können auch andere Schaltungen enthalten wie beispielsweise Trennverstärker, Stromquellen oder Transistorarrays.
In der modernen Halbleitertechnik sind die Vorbereitungskosten für die Produktion von Gate-Arrays relativ hoch, die reinen Produktionskosten hingegen gering. Gate-Arrays sind für die Kleinserienproduktion interessant und können mehrere Millionen Logikschaltungen umfassen.
Sie werden daher als sehr stark standardisierte Form von ASIC gesehen und ordnen sich zwischen teilweise kundenspezifischen Schaltungen aus Standard-Schaltkreiszellen und durch den Anwender bzw. Kunden programmierbare logische Schaltungen (PLDs) bzw. programmierbare logische Anordnungen (PALs) ein.
Gate-Arrays sind nicht zu verwechseln mit Field Programmable Gate Arrays (FPGA), die der „Gate-Array“-Technik inzwischen einen großen Teil des Marktes für anwendungsspezifische integrierte Schaltungen (IC) abgenommen haben. Sie nutzen zwar ebenfalls eine programmierbare Matrix-Anordnung, die Programmierung erfolgt aber im Gegensatz zu Gate-Arrays durch den Anwender. Ihr Fertigungsansatz ist daher ein anderer und sie sind in Konkurrenz mit komplexen programmierbaren logischen Schaltungen wie Generic Array Logic (GAL) und vor allem Complex Programmable Logic Device (CPLD) einzuordnen.
Ein per Maskenprogrammierung hergestellter Halbleiter-Festwertspeicher (engl. read-only memory, ROM) nutzt den gleichen Fertigungsansatz für Speicherschaltkreise.

## Herstellung
Die Herstellung eines Gate-Array-Schaltkreises erfolgte unter anderem in Form eines typischen CMOS-Prozesses der 1970er bzw. 1980er Jahre, das heißt in der Regel in einer Aluminium- oder Polysilizium-Gate-Technologie mit einer Gatelänge von 1 µm bzw. 3 µm und maximal 2 Aluminium-Verdrahtungsebenen.
Der Großteil des Fertigungsprozesses erfolgt durch den Hersteller vollkommen unabhängig von einem späteren Kunden. Dies umfasst das gesamte Front-End of Line, also die Fertigung aller Transistoren, Widerstände, Kondensatoren und Dioden sowie der ersten Isolationsschicht und aller Kontaktlöcher über die gesamte Struktur. Anschließend können die Wafer mit den „unfertigen“ Schaltkreisen gelagert werden, bis ein entsprechender Kundenauftrag bearbeitet wird.
Der kundenspezifische Teil umfasst das Aufbringen einer durchgehenden Aluminiumschicht (Aluminium-Verdrahtungstechnik), anschließender fotolithografischer Strukturierung und Ätzung der Metallschicht zur Fertigung der Leiterbahnen. Die dazu notwendige Fotomaske ist produktabhängig und wird auf Kundenwunsch gefertigt. Die entstehenden Leiterbahnen sind dabei so gelegt, dass ausschließlich die für die gewünschte Schaltung benötigten Basiszellen bzw. Bauelemente über die entsprechenden Kontaktlöcher angeschlossen und verbunden werden. Bei der einfachsten Form der Gate-Array-Technik umfasst dieser kundenspezifische Teil nur eine Verdrahtungsebene, daher nur eine fotolithografisch strukturierte Ebene. Mit verbesserten Fertigungstechniken waren aber bereits Anfang der 1980er Jahre auch komplexere Verdrahtungen mit zwei oder mehr Verdrahtungsebenen und der dazwischenliegenden Via-Ebene möglich, was aber deutlich teurer. In der Folge wurden so auch „Sea-of-Gates“-Schaltkreise mit höherer Transistordichte möglich.
Anschließend erfolgt das Vereinzeln, Bonden und Gehäusen des Schaltkreises.

## Bedeutung
Gate-Array-Schaltkreise stellten Ende der 1980er bzw. zu Beginn der 1990er Jahre mit über 40 % Marktanteil den größten Anteil an kundenspezifische integrierte Schaltungen (ASICs). In den nachfolgenden Jahren nahm die Bedeutung der Gate-Array-Schaltkreise kontinuierlich ab und betrug 1998 nur noch ca. 20 % des ASIC-Marktes.

## Aufbau eines ULA
Das ULA (uncommitted logic array oder auch universal logic array) enthält eine Rasterstruktur von mehreren Eingängen und zusätzlich deren Negationen. Die enthaltenen UND-Gatter sind vom Hersteller bereits fest mit jeweils mindestens zwei Eingängen oder deren Negationen verbunden (maskenprogrammiert). Jedes UND-Gatter hat jedoch einen noch nicht belegten Eingang. Dieser Eingang kann vom Anwender bei der Programmierung entweder auf eine logische Null (Masse) oder eine logische Eins (Betriebsspannung) intern im IC verkettet werden. Die auf Masse gelegten UND-Glieder sind somit inaktiv, die auf Betriebsspannung (H) gelegten sind aktiv geschaltet. Das an den Ausgängen der UND-Gatter folgende ODER-Gatter ist herstellerseitig bereits fest verkettet/verbunden (maskenprogrammiert). Die aktiv geschalteten UND-Gatter werden in ihrer Gesamtheit als Einstellenmenge bezeichnet, die inaktiv geschalteten als Nullstellenmenge.
Beim ULA lassen sich also nur die internen UND-Glieder aktiv oder passiv schalten. Ihre logische Zuweisung zu den Eingängen ist bereits vorgegeben. Das ODER-Glied ist beim ULA nicht beeinflussbar. Der Ausgang des ODER-Gliedes ist der Ausgang des ULA.

## Alternative Bezeichnungen und ähnliche Technologien
Am Markt für kundenspezifische Schaltkreise gibt es zahlreiche unterschiedliche Ansätze. Angebote reichen von teilweise bzw. vollständig kundenspezifischen integrierten Schaltkreisen (Entwurf beim Kunden; nach der Fertigung nicht mehr änderbar) bis hin zu flexiblen beim Anwender programmierbaren und auch wieder-programmierbaren Logikschaltungen. Die beim Hersteller nach Kundenvorgaben verknüpften Gate-Arrays stellen hier einen Mittelweg dar. Er nutzt eine flexible Anordnung zur Herstellung verschiedenster Logikschaltungen, kann jedoch nicht durch den Kunden bzw. nachträglich geändert werden.
Eine Unterklasse bzw. Weiterentwicklung von Gate-Array sind Sea-of-Gates-Schaltungen.
Alternative Bezeichnungen zu Gate-Arrays sind:
- uncommitted logic array (ULA, dt. in etwa „ungeschriebene logische Anordnung“): ursprünglich Handelsmarke der Ferranti Pic., UK. Dabei handelt es sich um ein ungeschriebene/ungebundene Master-Slice-Anordnung mit Zellen auf Komponentenebene.
- uncommitted component array (UCA): Ein anderer/genauer Begriff für ULA.
- uncommitted gate array (UGA): Ein Master-Slice-Anordnung mit Zellen auf Funktionsebene.

Darüber hinaus gibt es weitere programmierbare Logikschaltungen, die auf Matrizen von Logikgattern basieren. Dabei werden jedoch andere Logikgatter verwendet und die Programmierung erfolgt durch den Kunden selbst. Dazu zählen:
- Programmable Logic Array (PLA),
- Programmable Array Logic (PAL, dt. programmierbare logische Anordnung),
- Generic Array Logic (GAL)
- abänderbare Gatter-Anordnungen (AGA)[12]
- Field-Programmable Logic Array (FPLA).
- sowie Weiterentwicklungen

## Hersteller von Gate-Arrays
- Atmel
- ams AG
- Epson[8]
- Eurosil[8]
- GE/RCA[8]
- Fujitsu
- Hitachi[8]
- Motorola[8]
- National Semiconductor[8]
- OKI[8]
- ON Semiconductor
- Toshiba[8]
- Texas Instruments[8]